# Phanes (bướm)
Phanes là một chi bướm ngày thuộc họ Bướm nâu.